# Liste de stades au Canada
Ceci est une liste des stades canadiens classés selon leur endroit géographique.

## Alberta
- Calgary : Alberta Ski Jump (27 000 - 1985)
- Calgary : Burns Stadium (8 000 - 1966)
- Calgary : Calgary Rugby Park (4 500 - 2004)
- Calgary : Foothills Stadium (8 000)
- Calgary : Jack Simpson Gymnasium (4 000)
- Calgary : Max Bell Centre (3 000)
- Calgary : McMahon Stadium (37 317 - 1960)
- Calgary : Olympic Oval (10 000 - 1988)
- Calgary : Race City Motorsport Park (20 000)
- Calgary : Scotiabank Saddledome (19 285 - 1983)
- Calgary : Spruce Meadows (32 000 - 1975)
- Calgary : Stampede Corral (7 500 - 1950)
- Calgary : Stampede Grandstand (25 000)
- Edmonton : Clare Drake Arena (3 000)
- Edmonton : Commonwealth Stadium (60 217 - 1978)
- Edmonton : Foote Field (3 000 - 2000)
- Edmonton : Northlands Coliseum (16 839 - 1974)
- Edmonton : Rogers Place (18 641 - 2016)
- Edmonton : TELUS Field (9 200 - 1995)
- Edmonton : Universiade Pavilion (5 500)
- Lethbridge : ENMAX Centre (5 479 - 1975)
- Medicine Hat : Medicine Hat Arena (4 006)
- Red Deer : ENMAX Centrium (5 858 - 1991)

## Colombie-Britannique
- Abbotsford : Rotary Stadium (4 200 - 1986)
- Burnaby : Bill Copeland Sports Centre (2 010)
- Chiliwack : Prospera Centre (5 200 - 2004)
- Coquitlam : Percy Perry Stadium (4 000 - 1991)
- Cranbrook : Recreation Complex (4 616 - 2000)
- Fort St. John : North Peace Arena (2 000)
- Kamloops : Hillside Stadium (2 000)
- Kamloops : Interior Savings Centre (5 658 - 1992)
- Kelowna : Apple Bowl (5 700)
- Kelowna : Prospera Place (6 800 - 1999)
- Nanaimo : Frank Crane Arena (2 950 - 1970)
- Nanaimo : McGirr Sports Field (2 000)
- New Westminster : Queen's Park Arena (3 500 - 1930)
- Penticton : Penticton Memorial Arena (2 212 - 1951)
- Prince George : CN Centre (5 967 - 1995)
- Trail : Cominco Arena (2 537 - 1949)
- Vancouver : BC Place Stadium (60 000 - 1983)
- Vancouver : PNE Agrodome (3 260 - 1962)
- Vancouver : Rogers Arena (20 000 - 1995)
- Vancouver : Swangard Stadium (5 772 - 1969)
- Vancouver : Thunderbird Stadium (8 700 - 1967)
- Vancouver : Town Centre Stadium (4 000 - 1991)
- Vancouver : War Memorial Gymnasium (2 900 - 1951)
- Vernon : Sun Valley Motor Speedway (7 500 - 2000)
- Vernon : Vernon District Multiplex (3 002 - 2001)
- Victoria : Centennial Stadium (5 000 - 1967)
- Victoria : Royal Athletic Park (14 500 - 1967)
- Victoria : Western Speedway (4 000 - 1954)
- Whistler : Whistler Olympic Park (10 000 - 2007)

## Île-du-Prince-Édouard
| Ville         | Nom             | Capacité | Date de construction | Type             | Utilisateur                |
| ------------- | --------------- | -------- | -------------------- | ---------------- | -------------------------- |
| Charlottetown | Civic Centre    | 3 592    | 1990                 | Hockey sur glace | Islanders de Charlottetown |
| Summerside    | Cahill Stadium  | 1 750    | 1952                 | Hockey sur glace | Western Capitals           |
| Summerside    | Wellness Centre | 4 000    | 2007                 | Hockey sur glace | Western Capitals           |

## Manitoba
| Ville              | Nom                              | Capacité | Date de construction | Type                    | Utilisateur                        |
| ------------------ | -------------------------------- | -------- | -------------------- | ----------------------- | ---------------------------------- |
| Brandon            | Westman C. Group Place           | 5 000    |                      | Hockey sur glace        | Brandon Wheat Kings                |
| Dauphin            | Memorial Community Centre        | 3 000    | 1999                 | Hockey sur glace        | Dauphin Kings                      |
| Portage la Prairie | Centennial Arena                 | 1 200    |                      | Hockey sur glace        | Portage Terriers                   |
| Winnipeg           | IG Field                         | 33 500   | 2013                 | Football canadien       | Blue Bombers de Winnipeg           |
| Winnipeg           | Canwest Global Park              | 7 400    | 1999                 | Baseball                | Winnipeg Goldeyes                  |
| Winnipeg           | Duckworth Centre                 | 2 000    |                      | Basket-ball, Volleyball | Winnipeg Wesmen                    |
| Winnipeg           | Investor's Group Athletic Centre | 2 395    | 1951                 |                         | Manitoba Bisons                    |
| Winnipeg           | MTS Centre                       | 15 000   | 2004                 | Hockey sur glace        | Jets de Winnipeg Moose du Manitoba |
| Winnipeg           | University Stadium               | 5 000    |                      | Football canadien       | Manitoba Bisons                    |
| Winnipeg           | Winnipeg Soccer Complex          | 10 000   | 1991                 | Soccer                  |                                    |

## Nouveau-Brunswick
| Ville       | Nom                         | Capacité | Date de construction | Type                                  | Utilisateur             |
| ----------- | --------------------------- | -------- | -------------------- | ------------------------------------- | ----------------------- |
| Bathurst    | Centre régional K.C. Irving | 3 524    | 1996                 | Hockey sur glace                      | Titan d'Acadie-Bathurst |
| Campbellton | Memorial Civic Centre       | 2 200    |                      | Hockey sur glace                      | Campbelton Tigers       |
| Fredericton | Aitken University Centre    | 3 800    | 1976                 | Hockey sur glace                      | N.B. Varsity Reds       |
| Fredericton | Buchanan Field              | 1 000    |                      | Soccer                                | N.B. Varsity Reds       |
| Fredericton | International Speedway      | 5 000    |                      | Course automobile                     |                         |
| Moncton     | Colisée de Moncton          | 7 200    | 1973                 | Hockey sur glace                      | Wildcats de Moncton     |
| Moncton     | Stade Croix-Bleue Medavie   | 10 000   | 2010                 | Athlétisme, Football canadien, Soccer |                         |
| Sackville   | MacAuley Field              | 2 500    |                      | Football canadien                     | Mount Allison Mounties  |
| Saint-Jean  | Harbour Station             | 6 297    | 1993                 | Hockey sur glace                      | Sea Dogs de Saint-Jean  |
| Saint-Jean  | Jeux Canada Games Stadium   | 5 000    | 1985                 |                                       | Seawolves               |

## Nouvelle-Écosse
- Amherst : Amherst Stadium (2 500 - 1959)
- Antigonish : Alumni Aquatic Centre (2 200)
- Antigonish : Antigonish Arena (2 290 - 1970)
- Antigonish : C.V.K. Millennium Centre (2 150 - 1999)
- Antigonish : Oland Centre (4 000 - 1966)
- Antigonish : Riverside Speedway (11 000 - 1968)
- Halifax : Alumni Arena (3 000)
- Halifax : Dartmouth Arena (3 000)
- Halifax : Exhibition Park (2 850)
- Halifax : F.B.W. Memorial Field (2 000)
- Halifax : Halifax Forum (5 800 - 1928)
- Halifax : Halifax Metro Centre (10 595 - 1970)
- Halifax : Huskies Stadium (2 000 - 1970)
- Halifax : Scotia Speedworld (6 000 - 1987)
- New Glasgow : J.B. MacDonald Stadium (2 166)
- Shubenacadie : Atlantic Motorsport Park (2 000 - 1974)
- Sydney : Centre 200 (4 881 - 1987)
- Truro : Colchester Legion Stadium (2 200)
- Windsor : Hants Exhibition Arena (2 300 - 1962)
- Wolfville : Acadia Arena (2 000 - 1988)
- Wolfville : Raymond Field (3 000 - 1966)
- Wolfville : War Memorial Gym (2 200 - 1919)
- Yarmouth : Mariners Centre (2 250)

## Nunavut
| Ville   | Nom                      | Capacité | Date de construction | Type | Utilisateur |
| ------- | ------------------------ | -------- | -------------------- | ---- | ----------- |
| Iqaluit | Artic Winter Games Arena | 2 500    | 2002                 |      |             |

## Ontario
- Hamilton : FirstOntario Centre (19 000 - 1985)
- Hamilton : Stade Tim Hortons (24 000 - 2014)
- Ottawa : Stade TD Place (28 826 - 1908)
- Ottawa : Centre Canadian Tire (19 153 - 1996)
- Toronto : Air Canada Centre (20 300 - 1999)
- Toronto : BMO Field (20 522 - 2007)
- Toronto : Centennial Park Stadium (5 000 - 1975)
- Toronto : Lamport Stadium (9 000 - 1979)
- Toronto : Aviva Centre (12 500 - 2004)
- Toronto : Rogers Centre (53 506 - 1989)
- Toronto : Varsity Stadium (27 000 - 2002)
- Toronto : Woodbine Racetrack (42 000 - 1956)

## Québec
| Ville                    | Nom                                       | Capacité | Date de construction | Type                                        | Utilisateur                                                          |
| ------------------------ | ----------------------------------------- | -------- | -------------------- | ------------------------------------------- | -------------------------------------------------------------------- |
| Baie-Comeau              | Centre sportif Alcoa                      | 3 042    | 1970                 | Hockey sur glace                            | Drakkar de Baie-Comeau                                               |
| Dolbeau-Mistassini       | Complexe Sportif de Dolbeau               | 1 600    |                      | Hockey sur glace                            |                                                                      |
| Drummondville            | Centre Marcel Dionne                      | 4 000    | 1963                 | Hockey sur glace                            | Voltigeurs de Drummondville                                          |
| Gatineau                 | Centre Robert-Guertin                     | 4 000    | 1957                 | Hockey sur glace                            |                                                                      |
| Gatineau                 | Centre Slush Puppie                       | 4 000    | 2021                 | Hockey sur glace                            | Olympiques de Gatineau                                               |
| Granby                   | Centre sportif Léonard-Grondin            | 3 000    | 1967                 | Hockey sur glace                            | Inouk de Granby (en)                                                 |
| Joliette                 | Centre Marcel-Bonin                       | 1 800    | 1931                 | Hockey sur glace                            | L’Action du Cégep régional Lanaudière à Joliette                     |
| Kahnawake                | Kahnawake Sports Complex                  | 4 000    |                      | Hockey sur glace                            | Condors de Kahnawake                                                 |
| Lachine                  | Aréna Pete Morin                          | 4 500    | 1938                 | Hockey sur glace                            | Maroons de Lachine                                                   |
| L'Ancienne-Lorette       | Amphiglace Mario Marois                   | 1 000    | 1972                 | Hockey sur glace                            | L'AssurExperts de Québec                                             |
| Laval                    | Aréna Cartier                             | 2 000    | 1976                 | Hockey sur glace, Ringuette                 | Bourassa Royal                                                       |
| Laval                    | Colisée de Laval                          | 3 609    | 1954                 | Hockey sur glace                            | Rousseau-Sports de Laval-Bourassa                                    |
| Longueuil                | Aréna Émile Butch Bouchard                | 2 000    | 1998                 | Hockey sur glace, Ringuette                 | Lynx du Collège Édouard-Montpetit, Rive-Sud Révolution               |
| Longueuil                | Colisée Jean Béliveau                     | 2 600    | 1966                 | Hockey sur glace                            | Collège français de Longueuil                                        |
| Montréal                 | Aréna Maurice-Richard                     | 4 750    | 1962                 | Hockey sur glace                            | Rocket de Montréal                                                   |
| Montréal                 | Aréna McConnell                           | 1 600    | 1956                 | Hockey sur glace                            | Redmen de McGill, Martlets de McGill                                 |
| Montréal                 | Aréna Saint-Louis                         | 1 000    | 1982                 | Hockey sur glace, Ringuette                 | Association du hockey Mineur Mont-Royal Outremont                    |
| Montréal                 | Centre Bell                               | 21 273   | 1996                 | Hockey sur glace                            | Canadiens de Montréal                                                |
| Montréal                 | Centre Étienne Desmarteau                 | 2 200    | 1975                 | Hockey sur glace, Ringuette                 | Stars de Montréal, Montréal Mission                                  |
| Montréal                 | CEPSUM                                    | 5 400    | 1976                 | Hockey sur glace, Soccer, Football canadien | Carabins de l'Université de Montréal                                 |
| Montréal                 | Circuit Gilles Villeneuve                 | 100 000  | 1978                 | Course automobile                           |                                                                      |
| Montréal                 | Complexe sportif Claude-Robillard         | 13 000   | 1970                 | soccer                                      |                                                                      |
| Montréal                 | Stade Concordia                           | 6 000    | 2003                 | Soccer, Football canadien                   | Stingers de Concordia                                                |
| Montréal                 | Stade Uniprix                             | 12 000   |                      | Tennis                                      |                                                                      |
| Montréal                 | Stade olympique de Montréal               | 65 245   | 1976                 |                                             |                                                                      |
| Montréal                 | Stade Percival-Molson                     | 25 000   | 1916                 | Football canadien                           | Alouettes de Montréal, Redmen de McGill                              |
| Montréal                 | Stade Saputo                              | 20 801   | 2007                 | Soccer                                      | Impact de Montréal                                                   |
| Pierrefonds-Roxboro      | Centre Civique de DDO Dollard-des-Ormeaux | 2 000    | 2010                 | Hockey sur glace, Ringuette                 | Lac-Saint-Louis Adrenaline, Pierrefond Girls Minor Hockey            |
| Québec                   | Centre Vidéotron                          | 18 259   | 2015                 | Hockey sur glace                            | Remparts de Québec                                                   |
| Québec                   | Pavillon Guy-Lafleur                      | 5 000    | 1931                 | Basket-ball, Hockey sur glace               | Kebekwa de Québec                                                    |
| Québec                   | PEPS de l'Université Laval                | 12 257   | 1974                 | Soccer, Football canadien                   | Rouge et Or                                                          |
| Québec                   | Stade Municipal de Québec                 | 5 100    | 1939                 | Baseball                                    | Capitales de Québec                                                  |
| Rimouski                 | Colisée Financière Sun Life               | 5 062    | 1966                 | Hockey sur glace                            | Océanic de Rimouski                                                  |
| Rivière-du-Loup          | Centre Premier Tech                       | 3 000    | 2005                 | Hockey sur glace                            | CIMT de Rivière-du-Loup                                              |
| Rouyn-Noranda            | Aréna Dave-Keon                           | 3 348    | 1951                 | Hockey sur glace                            | Huskies de Rouyn-Noranda                                             |
| Saguenay                 | Centre Georges-Vézina                     | 4 724    | 1949                 | Hockey sur glace                            | Saguenéens de Chicoutimi                                             |
| Saguenay                 | Palais des Sports de Saguenay             | 3 200    | 1946                 | Hockey sur glace                            | Élites de Jonquière                                                  |
| Saint-Eustache           | Aréna Florian-Guindon                     | 1 100    | 1965                 | Hockey sur glace                            | Patriotes de Saint-Eustache                                          |
| Saint-Félicien           | Centre récréatif de Saint-Félicien        | 1 000    | 1975                 | Hockey sur glace                            | Le Multiconcessionnaire Saint-Félicien                               |
| Saint-Georges            | Centre sportif Lacroix-Dutil              | 2 975    |                      | Hockey sur glace                            | CRS Express de Saint-Georges                                         |
| Saint-Hyacinthe          | Stade Louis-Philippe-Gaucher              | 3 000    | 1937                 | Hockey sur glace                            | Top Design de Saint-Hyacinthe                                        |
| Saint-Jean-sur-Richelieu | Colisée Isabelle-Brasseur                 | 2 751    | 1980                 | Hockey sur glace                            | Summum-Chiefs de Saint-Jean-sur-Richelieu                            |
| Saint-Jérôme             | Aréna Melançon                            | 2 525    | 1952                 | Hockey sur glace                            | Panthères de Saint-Jérôme                                            |
| Saint-Pie                | Sanair Super Speedway                     | 50 000   |                      | Course automobile                           |                                                                      |
| Salaberry-de-Valleyfield | Aréna Salaberry                           | 1 741    | 1930                 | Hockey sur glace                            | Braves de Valleyfield                                                |
| Shawinigan               | Aréna Jacques Plante                      | 3 700    | 1937                 | Hockey sur glace, Ringuette                 |                                                                      |
| Shawinigan               | Centre Gervais Auto                       | 4 125    | 2008                 | Hockey sur glace                            | Cataractes de Shawinigan                                             |
| Sherbrooke               | Stade municipal                           | 4 000    |                      | Soccer                                      |                                                                      |
| Sherbrooke               | Palais des Sports Léopold-Drolet          | 5 332    | 1965                 | Hockey sur glace, Ringuette                 | Castors de Sherbrooke (1969-1982), Castors de Sherbrooke (1992-2003) |
| Sept-Îles                | Aréna Conrad-Parent                       | 1 584    | 1962                 | Hockey sur glace, Ringuette                 |                                                                      |
| Sorel-Tracy              | Colisée Cardin                            | 3 037    | 1954                 | Hockey sur glace, Ringuette                 | Mission de Sorel-Tracy                                               |
| Terrebonne               | Cité du Sport de Terrebonne               | 1 200    | 2007                 | Hockey sur glace                            | Cobras de Terrebonne                                                 |
| Thetford Mines           | Centre Mario-Gosselin                     | 2 500    | 1964                 | Hockey sur glace                            | Isothermic de Thetford Mines                                         |
| Trois-Rivières           | Aréna Claude-Mongrain                     | 850      | 1979                 | Hockey sur glace, Ringuette                 | Le Titan du Collège Laflèche                                         |
| Trois-Rivières           | Colisée de Trois-Rivières                 | 3 546    | 1938                 | Hockey sur glace                            | Caron et Guay de Trois-Rivières                                      |
| Trois-Rivières           | Colisée Vidéotron                         | 4 390    | 2021                 | Hockey sur glace                            | Lions de Trois-Rivières                                              |
| Val-d'Or                 | Centre Air Creebec                        | 3 504    | 1949                 | Hockey sur glace                            | Foreurs de Val-d'Or                                                  |
| Vaudreuil-Dorion         | Aréna de Vaudreuil                        | 1 000    | 1975                 | Hockey sur glace, Ringuette                 | Mustangs de Vaudreuil-Dorion                                         |
| Victoriaville            | Colisée Desjardins                        | 2 657    | 1980                 | Hockey sur glace                            | Tigres de Victoriaville                                              |

## Saskatchewan
- Humboldt : Elgar Petersen Arena (1,900)
- Melfort : Northern Lights Palace (1,807)
- Moose Jaw : Moose Jaw Civic Centre (3,146)
- Prince Albert : Art Hauser Centre (3,366)
- Regina : Brandt Center (6,080)
- Regina : Mosaic Stadium at Taylor Field (27,332 - 1946)
- Regina : New Mosaic Stadium (33 000 - 2016)
- Saskatoon : Bob Van Impe Field (3,000)
- Saskatoon : Cairns Field (3,500)
- Saskatoon : Credit Union Centre (11,330 - 1988)
- Saskatoon : Gordie Howe Bowl (5,000)
- Saskatoon : Gordie Howe Field (1,500)
- Saskatoon : Griffiths Stadium (7,500)
- Saskatoon : Physical Activity Complex (2,426 - 2003)
- Swift Current : Centennial Civic Centre (3,239)
- Weyburn : Weyburn Coliseum (1,950 - 1961)
- Yorkton : Parkland Agriplex Arena (1,500)

## Terre-Neuve-et-Labrador
- Corner Bay South : Sgt. Ned Nugent Field (1,000)
- Corner Brook : Canada Games Centre (3,100 - 1999)
- Gander : Gander Center (1,080)
- Grand Falls : Joe Byrne Memorial Stadium (1,750)
- Mount Pearl : Mount Pearl Glacier (1,800)
- Mount Pearl : Pearl Gate Complex (2,600 - 1986)
- Mount Pearl : Smallwood Field (2,000)
- Stephenville : Stephenville Dome (2,400 - 1999)
- St. John's : Aquarena (3,000 - 1976)
- St. John's : Ayre Athletic Grounds (1,000)
- St. John's : Bowring Park (3,500 - 2001)
- St. John's : Brother Egan Park (3,000 - 1950)
- St. John's : Brother O'Hehir Arena (1,000)
- St. John's : Caribou Memorial Field (2,500 - 1995)
- St. John's : Feidian Gardens (1,500)
- St. John's : Feidian Grounds (2,000)
- St. John's : Holy Cross Park (2,000)
- St. John's : King George V Park (10,000 - 1925)
- St. John's : Lions Park (1,550)
- St. John's : Memorial Stadium (4,190 - 1955)
- St. John's : Memorial U. Field (2,000)
- St. John's : Memorial U. Field House (3,000)
- St. John's : Mile One Stadium (6,247 - 2001)
- St. John's : Prince of Wales Arena (1,000)
- St. John's : Quivi Vidi Field (2,500)
- St. John's : Shamrock Field (4,000 - 1838)
- St. John's : St. Bon's Field (3,000 - 1858)
- St. John's : St. Patrick's Ballpark (4,500)
- St. John's : St. Pat's Field (2,750)
- St. John's : Swilers Rugby Grounds (6,500 - 1988)
- St. John's : Torbay Recreation Centre (1,700)

## Yukon
| Ville      | Nom                    | Capacité | Date de construction | Type             | Utilisateur         |
| ---------- | ---------------------- | -------- | -------------------- | ---------------- | ------------------- |
| Whitehorse | Pepsi Softball Complex | 880      |                      | Softball         |                     |
| Whitehorse | Takhini Arena          | 1535     |                      | Hockey sur glace | Yukon Claim Jumpers |